# Corallineae
Corallineae  Areschoug, 1852  é o nome botânico  de uma tribo de algas vermelhas marinhas pluricelulares da subfamília Corallinoideae, família Corallinaceae.

## Gêneros
- Joculator